# 尼崎市交通局

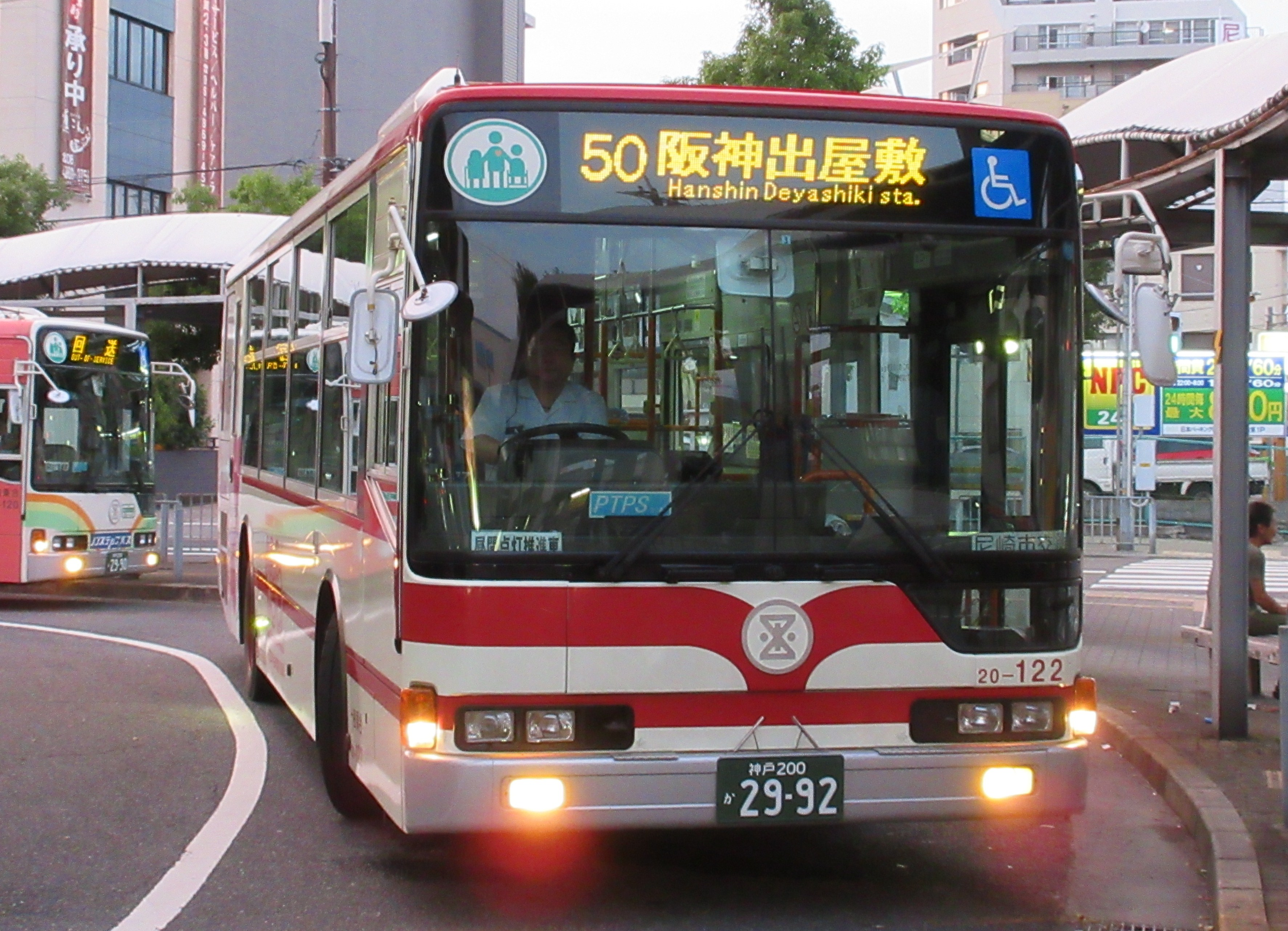
尼崎市営バス旧塗装（復刻車両）

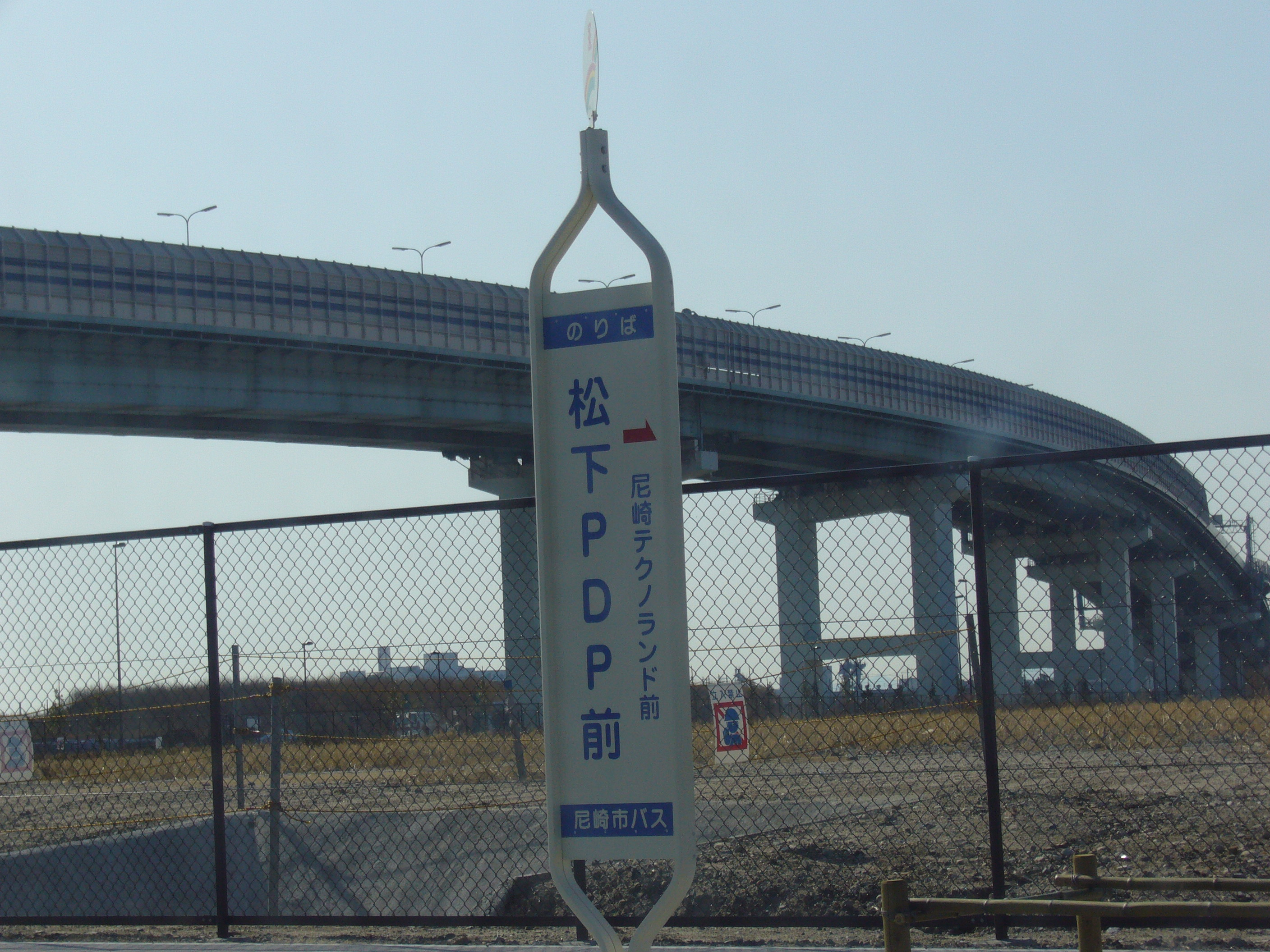
尼崎市バスのバス停

尼崎市交通局（あまがさきしこうつうきょく、英称：Amagasaki Municipal Transportation Bureau）は、かつて兵庫県尼崎市に存在したバス部門（公営企業）であり、尼崎市営バス（以下、市バスと略す）として、尼崎市内で路線バスを運行していた。
スルッとKANSAIに参加しており、全線でスルッとKANSAI対応カードが使用できた。2009年3月には全国で初めて全車両のノンステップバス化を達成した。
一部の路線は、外郭団体の尼崎交通事業振興および民間事業者である阪神バスに管理委託していたが、2016年3月20日をもって全路線を阪神バスに移譲する形で、68年の歴史に幕を閉じた。
移譲後については阪神バス#尼崎市内線を参照のこと。

## 組織
- 管理課[8]
- 経営企画課[8]
- 運輸課[8]

## 営業所等
- 塚口営業所[8]
  - 場所 : 兵庫県尼崎市東塚口町2丁目4-37

1957年9月から1993年10月まで、阪神尼崎駅北口（ロータリー内）に中央営業所があったが、塚口営業所に統合された。
- 武庫営業所[8]（阪神バス運行受託　2009年12月1日より）
  - 場所 : 兵庫県尼崎市武庫豊町3丁目11-1
- 市バスサービスセンター[8]（阪神尼崎）
  - 場所 : 兵庫県尼崎市神田中通1丁目1

この他、東園田と出屋敷に休憩所が設けられていた。

## 歴史
- 1948年3月8日：営業開始（高洲 - 鶴町間1.6km）[9][11][12]
- 1949年10月5日：最初のディーゼル車導入[12]
- 1954年1月1日：ワンマンカー営業開始[9][12]
- 1955年10月1日：運賃を均一制（15円）とする[9][12]
- 1958年9月1日：交通局舎・久々知営業所（1970年に塚口営業所へ改称）開設[9][13]
- 1961年9月1日：100%ディーゼル車化
- 1961年9月1日：西宮市域への市バス乗り入れ[14]
- 1963年9月1日：武庫営業所開設[9][15]
- 1964年1月：伊丹市との間で、伊丹市営バスとの合併問題が生じる[14]
- 1969年4月1日：身体障害者などに対する特別乗車証の発行開始[9]
- 1970年4月1日：高齢者に対する特別乗車証の発行開始[9]
- 1970年5月1日：市内西部路線のワンマン化実施（ワンマン化率41%）
- 1972年2月1日：市内中部・東部路線のワンマン化実施（ワンマン化率83%）
- 1973年7月7日：ひまわりバス（昼間割引回数券）制度実施[9][15]
- 1975年3月1日：武庫之荘周辺路線のワンマン化実施（ワンマン化率91%）
- 1977年4月1日：園田競馬場 - 阪急園田間の観客輸送開始[注 3]
- 1977年10月1日：市内東部路線のワンマン化実施（ワンマン化率100%達成）[9][15]
- 1978年4月1日：市営バスサービスセンター（市バスサービスセンター[8]）を新設[9]
- 1979年5月1日：冷房車購入（以後、新車は全て冷房車となる）
- 1981年4月1日：路線変更実施（長距離路線の整理、系統番号のハイフン数字化）[16]
- 1984年4月1日：持参人式全線定期券の新設、小児回数券の新設[9]
- 1986年7月1日：路線を全面的に変更（幹線・地域線制度の導入）[9][11][16]
- 1988年4月1日：尼崎交通事業振興株式会社の設立[17][9]
- 1990年3月31日：100%冷房化
- 1990年10月1日：暦日定期券の採用、通勤定期券のすべてを無記名化・全線化、通学定期券の全線化[9]
- 1994年：音声合成放送装置を導入
- 1994年10月1日：運賃を200円（均一制）に改正[9]
- 1995年1月17日：阪神・淡路大震災が発生し[11]、定時運行が不能に（詳細は後述）
- 1998年1月14日：路線の再編成を実施し、循環線を廃止。朝夕と昼間で分けていた運行形態を統一[10]
- 1998年4月4日：ノンステップバスの運行を開始[3][9][10]

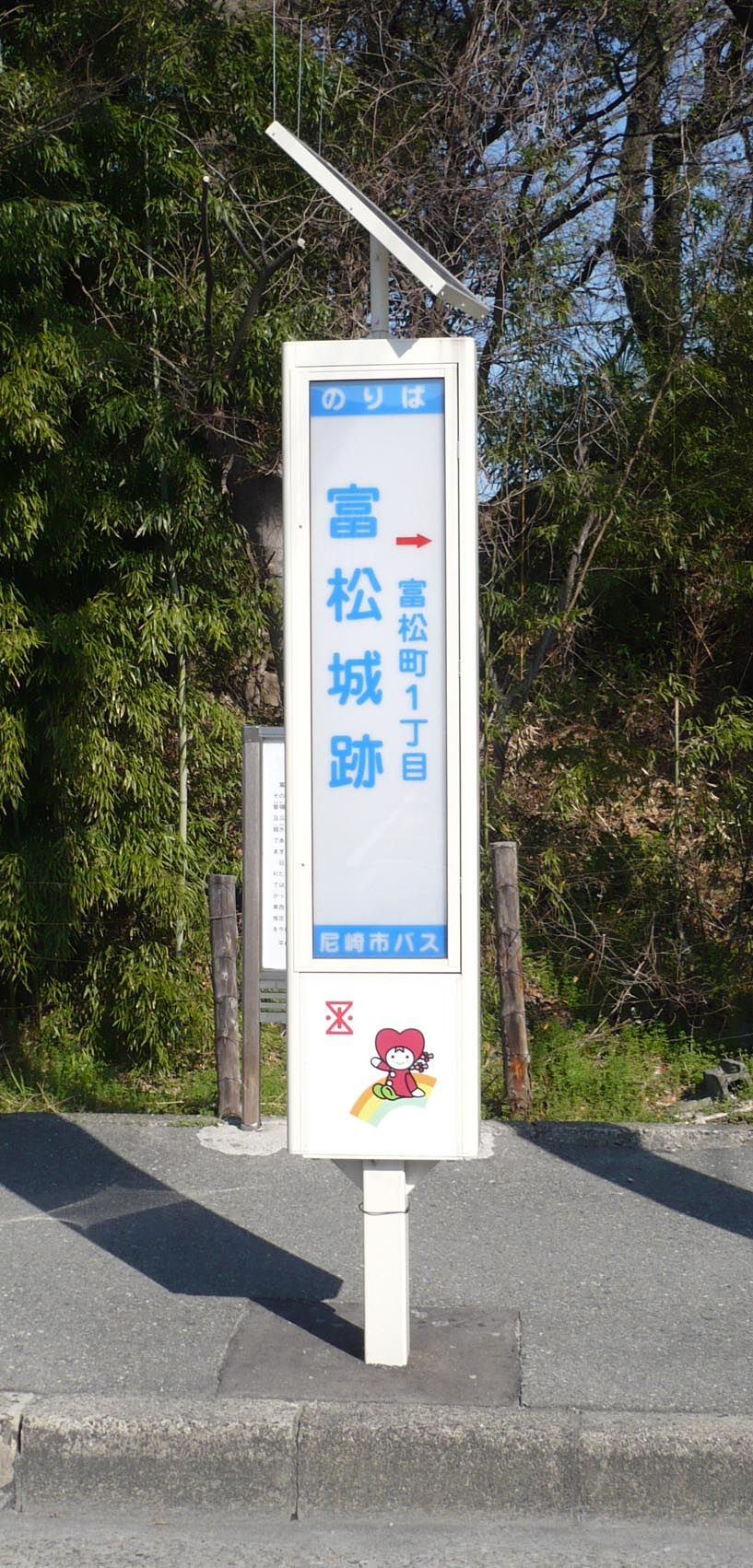
太陽電池によって蓄電し夜間点灯を行う標柱。終発後は消灯される。

- 1999年12月：太陽電池によって蓄電し夜間点灯を行う標柱を導入[18][19]
- 2000年3月1日：スルッとKANSAI参加[9][11]
- 2000年10月1日：環境定期を導入[9]
- 2002年4月：寿定期と鉄道連絡定期を導入[9]
- 2004年3月  ：全車両の方向幕をLEDを用いた電光式表示機に変更[20]
- 2004年4月1日：一部路線（70番）で尼崎交通事業振興との共同運行を開始、一部路線（21/21-2/22/23/24番）を同社へ管理委託[9]
- 2005年4月1日：尼崎交通事業振興への管理委託路線を拡充（11/20番）[9][注 4]
- 2006年3月25日：バス運行情報案内システム「あまっこガイド[21]」の運用を開始
- 2006年8月1日：尼崎交通事業振興への管理委託路線を拡充(30/31/52/80/85/90番)
- 2008年11月7日：武庫営業所および同営業所運行路線(40/41/41-2/43/43-2/45/46/47/47-2番)の管理委託事業者を公募
- 2009年1月8日：武庫営業所および同営業所運行路線の管理委託事業者として阪急バスが決定するも、余剰運転手41名の処遇を巡る問題により、委託そのものが中止となったことがメディアにより報じられる[22]
- 2009年3月：ノンステップバスの導入化率100%化達成[2][3]
- 2009年12月1日：武庫営業所および同営業所運行路線を阪神バスに管理委託とダイヤ改正を実施[23][24]。市内を運行するバス事業者（尼崎市営バス、阪急バス、阪神バス、伊丹市営バス）間で近接停留所名を順次統一することや相互案内を行うことに[25]
- 2010年8月1日：48-2系統と58系統を新設。一部路線でダイヤを変更。ファミリー環境定期制度の拡充、停留所名の変更を実施[26][27]
- 2015年7月1日：兵庫県立尼崎総合医療センター開設に伴いダイヤ改正を実施。「尼崎総合医療センター[28]」、「尼崎総合医療センター正門前[29]」停留所の新設と、13-2系統・50-3系統の新設
- 2016年3月20日：全路線を阪神バス株式会社へ移譲（前日をもって市バスの運行を終了）[4][5][6]。なお、阪神バス移管後も運賃・乗車方法・車両の塗装は当面変更しない予定[注 5]。同時にhanica・PiTaPa・ICOCAが旧交通局路線でも利用可能になる[7]

### 沿革
戦前、尼崎市域内のバス事業は阪神乗合自動車と阪神国道自動車（いずれも現在の阪神バス）、ならびに阪神合同バス（現在の阪急バス）が行っていた。戦後、これらの会社線が運休したままとなり、市内交通、特に南北間の交通に不便が生じた。南部に重工業地帯を持つ尼崎市では、南北間の交通を整備するのが、産業復興の為にも重要であるとの認識から、自ら市営バスの運行を企画し、徳島市交通局より電気バスを借り入れて試験運行を行ったのち、1948年より営業開始した。
開業当初は電気バス3両で、市内南部のみの営業となったが、すぐに市内北部への路線が新設され、やがて市内を網羅する路線網を持つに至った。
開業に際しては、直接の利害関係が少ない阪神電鉄は協力的で、運休路線の免許を尼崎市に譲渡したりしたが、阪急バスは同意しなかった。その為阪急バスとは、神崎線などで競合する路線があったが、その後昭和50年代までに調整され、現在は一部を除き、競合する路線は無くなっている。
昭和30年代半ばまでは、市内南部の工業地帯の好況にも支えられて順調に乗客数も伸び、安定した黒字経営が続き、運行路線数も増加していった。また、ディーゼル車の導入やワンマンカーの運行など、周辺都市のバス運行会社よりも先行して取り入れる面もあった。
昭和30年代後半になると、輸送人員こそ増加しているものの、自動車交通量の増加による道路渋滞に伴う運行効率の悪化、人件費の上昇に伴い、営業収支が赤字に転落した。経営改善の必要性に迫られた交通局では、ワンマンカーの運行による車掌の削減（市の他部局への転出）や勤務条件の変更による乗務員手当て見直しを行って経費削減に努め、1977年には全路線のワンマン化が完了した。しかしながら赤字経営は続いたため、1981年・1986年・1998年には運行路線の見直しによる合理化や車両数の削減を実施、さらに2004年には一部路線を尼崎交通事業振興に運行委託して経費削減を図った。
1964年には尼崎市営バスと伊丹市営バスとの合併問題が生じた。1964年1月27日、伊丹市長が市議会市政調査特別委員会で「自治省の行政指導で赤字つづきの伊丹市営バスと尼崎市営バスとが企業合併するよう検討している」という方針を明らかにしたことによりはじまった。尼崎市側でも当初は「伊丹の赤字を政府で見てくれるなら問題はない」と考えていた。しかし、事業合併がなされても、両市を通ずる幹線道路である産業道路や尼宝線はすでに民間企業が認可をうけているので、これに市側の認可を得る可能性は少なく、合併によるバス営業の向上をみる期待がもてないということが次第に明らかになっていくと、同年9月にはすでに関心が薄れていった。
一方、乗客サービスについては、1998年にノンステップバスを導入するとともに、今後の新車を全てノンステップバスに統一する方針を発表した。ついに2009年には営業用車両の全車ノンステップバス化を完了した。
その後も乗客数の減少は続き、更なる合理化の為、武庫営業所の阪神バスへの業務委託が実施されたが、累積赤字の蓄積が続き、ついに2016年3月をもって阪神バスへの移管が行われるに至った。
兵庫県内では、姫路市バス（2010年廃止）、明石市バス（2012年廃止）に次ぐ3番目の公営バスの廃止となり、2020年現在、事業を行っているのは、神戸市バス（神戸市交通局）と伊丹市バスのみとなった。また、近畿地方全体でも2018年の大阪府の大阪市交通局が民営化され大阪市営バスが大阪シティバスに移行したため、近畿地方だけでも、神戸市と伊丹市以外は、高槻市バス（大阪府）と京都市バス（京都府）の4市のみとなった。
※路線に関しては後述の路線網の変遷を参照のこと。

### 阪神・淡路大震災発生時の状況
阪神・淡路大震災においては、尼崎市内の道路も道路陥没や山陽新幹線の高架橋崩落など地震による大きな被害を受け、付近の道路が渋滞や通行禁止の状態となった。また、神戸方面へ向かうことのできる国道2号線・国道43号線・国道171号線、および迂回路として利用可能な高速道路（中国自動車道／阪神高速5号湾岸線）に直結している尼宝線など幹線道路を中心に、停滞と言っても過言ではない大渋滞が軒並み発生した。
交通局では、震災直後から運行再開したものの、運転区間の短縮や通行止め箇所を迂回するなど、大きな影響があり、本来の正常運行には程遠い状態であった。震災発生から数ヶ月が経過するまで実際のバス停に「休止」の表示や迂回運行の案内がなされなかったり、震災復旧工事や道路渋滞の為に始点－終点間の運行を重視したことから数日で途中経路が変更されるなど、生の情報を利用者が現地で得ることは出来なかった。運行路線や休止バス停の情報は市報あまがさきなどにも掲載されたが、最新情報を提供しているとは言い難い状況であった。また交通局職員が鉄道駅を中心に配置され案内に当たったが、鉄道駅が利用されるのは主に復路であり、地域ごとの詳細な情報は得られる状況になかった。
これにより、多くの市バス利用者は通勤・通学にあたって市バスの利用に見切りをつけ、確実に移動時間の読める自転車など他の移動手段に変更した。
復旧工事の進展に伴い、次第に運行路線は元の様に復旧していったが、正常運行できない時期が続いた影響は殊の外大きく、震災を機に転居した人口の影響もあって、市バス利用者数は大幅に減少した。その結果、1998年には運行路線の見直しが行われた。また、これらの教訓をふまえて、2006年3月末よりバス運行情報案内システム「あまっこガイド」の運用が開始された。

## 路線
尼崎市は、東西方向は鉄道路線が複数存在するが、市内の南北を結ぶ鉄道路線がないため、市バスの路線は鉄道駅を起点として市内を南北方向に走る路線が中心であった。路線は、幹線と地域線に種類が分かれていたが、料金（運賃）などは同じであった。
終点間際の放送で独自のBGMが流れていたが、これは「ああ尼崎市民家族」という曲で、尼崎市制70周年を機に作られた市民の歌である。作曲は「浪花のモーツァルト」ことキダ・タローである。
なお、11番、20番台の路線、30・31・52・80-1・80-2・85・90番は尼崎交通事業振興に運行を委託、また70番は尼崎市交通局と尼崎交通事業振興の共同運行であった。また、武庫営業所の担当する40番台の路線は阪神バスに運行を委託していた。

### 路線一覧
2015年7月1日現在
停留所名に付記された（北）（南）（上）（下）は、停留所の位置を表すものである。鉄道駅などで停留所が複数設置されている場合に路線によって発着する場所が異なることから便宜上つけられている。（北）（南）については概ね各駅の「北口」「南口」に相当するが、JR立花駅においては線路を跨ぐ形で交差する陸橋の上に設けられた停留所を（上）、駅前ロータリーに設けられた停留所を（下）としている。
また、尼崎交通事業振興に管理委託されている路線を☆、共同運行されている路線を★と表記する。

#### 幹線
阪急神戸本線の駅からJR神戸線（東海道本線）の駅を経て阪神本線の駅を結ぶ。
| 路線番号 | 経路 |
| -------- | --- |
| 11番☆    | 阪急園田 (南) - 百合学院 - 若王寺 - JR尼崎 (北) - 小田支所 - 金楽寺 - 西長洲 - 阪神尼崎 (北) ※阪急園田 (南) - 交通局またはJR尼崎 (北) 間区間便及び交通局 - 阪神尼崎 (北) 間区間便あり |
| 12番     | 阪急塚口 - JR塚口 - 若王寺 - JR尼崎 (北) - 小田支所 - 常光寺 - 杭瀬団地 - 阪神杭瀬 ※阪急塚口→交通局またはJR尼崎 (北) 間区間便あり                                                     |
| 13番     | 阪急塚口 - 尾浜西口 - 水道局 - 尼崎総合医療センター - 東難波町3丁目 - 地方合同庁舎 - 阪神尼崎 (北) ※阪急塚口←尾浜西口 間区間便あり                                                    |
| 13-2番★  | 阪急塚口 - 尾浜西口 - 水道局 - 尼崎総合医療センター正門前 - 東難波町3丁目 - 地方合同庁舎 - 阪神尼崎 (北) ※平日のみ運行 ※尼崎総合医療センターには阪神尼崎 (北) 行きのみ停車            |
| 14番     | 阪急塚口 - 園田学園女子大学 - 立花支所 - JR立花 (上) - 市役所 - 昭和通8丁目 - 阪神出屋敷                                                                                              |
| 15番     | 阪急武庫之荘 (南) - JR立花 (上) - 市役所 - 中央公民館 - 東難波町3丁目 - 地方合同庁舎 - 阪神尼崎 (北)                                                                                  |

#### 地域線
市内各駅と周辺地域を結ぶ。一部の路線では、運転区間を一部延長したり、経由地・経路の一部を変更して運転する便があり、路線番号に「-（数字）」をつける形で分類・運行されている。
| 路線番号 | 経路 |
| -------- | --- |
| 20番☆    | JR猪名寺 - 田能口 - 競馬場 - 阪急園田 (北) - 東園田 |
| 21番☆    | 阪急園田 - 競馬場 - 園田支所 - 若王寺 - JR塚口 - ピッコロシアター - 阪急塚口 ※阪急園田は (北) 発、(南) 着 |
| 21-2番☆  | 戸ノ内 - 阪急園田 - 競馬場 - 園田支所 - 若王寺 - JR塚口 - 阪急塚口 ※平日のみ運行 ※阪急園田は戸ノ内行きが (南) 発着、阪急塚口行きが (北) 発着                                                                    |
| 22番☆    | 阪急園田 - 競馬場 - 園田支所 - 若王寺 - 尾浜 - スポーツセンター - 阪神尼崎 (北) ※交通局 - 阪神尼崎 (北) 間区間便および阪急園田 (北)→交通局 間区間便あり ※阪急園田は (北) 発、(南) 着                            |
| 23番☆    | 戸ノ内 - 阪急園田 (南) - 神崎 - 小田支所 - JR尼崎 (南) - 阪神尼崎 (北) ※JR尼崎（南） - 阪神尼崎 間区間便あり |
| 24番☆    | 阪急園田 (南) - 五反田 - 小田支所 - JR尼崎 (南) - 常光寺 - 阪神杭瀬 |
| 30番☆    | 阪急塚口 - 尼崎北小学校 - 立花支所 - JR立花 (上) - 南警察署西分庁舎 - 尼崎競艇場 - リサーチコア前 - 武庫川 ※阪急塚口 - JR立花 (上) またはリサーチコア前 間区間便あり                                            |
| 31番☆    | 阪急塚口 - 尼崎北小学校 - 立花支所 - 市役所 - 中央公民館 - 東難波町3丁目 - 阪神尼崎 (北) |
| 40番     | 宮ノ北団地 - 西昆陽 - 常陽中学校 - 時友 - 武庫公民館 - 武庫之荘1丁目 - 阪急武庫之荘 (北) ※常松→阪急武庫之荘 (北) 間区間便あり                                                                                   |
| 41番     | 宮ノ北団地 - 西昆陽 - 常陽中学校 - 武庫支所 - 武庫之郷 - 武庫之荘1丁目 - 阪急武庫之荘 (北) |
| 41-2番   | 宮ノ北団地 - 西昆陽 - 常陽中学校 - 友行西口 - 武庫之郷 - 武庫之荘1丁目 - 阪急武庫之荘 (北) ※平日のみ運行 |
| 43番     | 阪神尼崎 (北) - 東難波町3丁目 - 尼崎総合医療センター - 水道局 - 市役所 - JR立花 (下) - 労災病院 - 阪急武庫之荘 (南) - 近畿中央病院 - 常松 - 西昆陽 - 宮ノ北団地 ※阪神尼崎 (北) - 阪急武庫之荘 (南) 間区間便あり |
| 43-2番   | 阪神尼崎 (北) - 東難波町3丁目 - 尼崎総合医療センター - 水道局 - 市役所 - JR立花 (下) - 労災病院 - 阪急武庫之荘 (南) - 近畿中央病院 - 常松 - 武庫支所 - 武庫営業所                                               |
| 45番     | 阪急武庫之荘 (北) - 武庫之荘1丁目 - 武庫之郷 - 武庫元町 - 西武庫公園 - 武庫営業所 |
| 46番     | 阪急武庫之荘 (北) - 武庫之荘3丁目 - 西武庫 - 西武庫公園 - 武庫営業所 |
| 47番     | 武庫川 - 西大島 - 尼崎西消防署 - JR立花 (上) - 裁判所 - 阪急武庫之荘 (南) - 守部公園 - 西武庫 - 西武庫公園 - 武庫営業所 ※武庫川 - 阪急武庫之荘（南） 間区間便あり                                               |
| 47-2番   | 武庫川 - 稲葉荘1丁目 - 労災病院 - JR立花 (上) - 裁判所 - 阪急武庫之荘 (南) - 守部公園 - 西武庫 - 西武庫公園 - 武庫営業所                                                                                        |
| 48番     | JR尼崎 (南) - 西長洲本通2丁目 - スポーツセンター - 尾浜西口 - 立花支所 - 富松城跡 - 阪急武庫之荘 (北) ※平日のみ運行                                                                                             |
| 48-2番   | JR尼崎 (北) - 尾浜西口 - 立花支所 - 富松城跡 - 阪急武庫之荘 (北) |
| 49番     | 阪急武庫之荘 (南) - 労災病院 - JR立花 (下) - 市役所 - 昭和通8丁目 - 阪神出屋敷 |
| 50番     | JR尼崎 (南) - 波洲橋 - 東難波町3丁目 - 尼崎総合医療センター - 水道局 - 市役所 - JR立花 (下) - 労災病院 - 稲葉荘1丁目 - 南警察署西分庁舎 - 昭和通8丁目 - 阪神出屋敷                                              |
| 50-2番   | 阪神杭瀬 - 常光寺 - JR尼崎 (南) - 波洲橋 - 東難波町3丁目 - 尼崎総合医療センター - 水道局 - 市役所 - JR立花 (下) - 労災病院 - 稲葉荘1丁目 - 南警察署西分庁舎 - 昭和通8丁目 - 阪神出屋敷 ※平日のみ運行            |
| 50-3番   | JR尼崎 (南) - 波洲橋 - 東難波町3丁目 - 尼崎総合医療センター - 尼崎総合医療センター正門前 ※全便、阪神バスにより平日のみ運行 ※尼崎総合医療センターにはJR尼崎 (南) 行きのみ停車                                    |
| 51番     | JR尼崎 (南) - 社協会館 - 小田南公園 - 杭瀬南新町2丁目 - 阪神杭瀬 |
| 52番     | JR尼崎 (南)→社協会館→東大物町1丁目→阪神大物→コスモ工業団地前→阪神大物→東大物町1丁目→社協会館→JR尼崎 (南) ※循環                                                                                                  |
| 58番     | 阪急塚口 - ピッコロシアター - 阪神水道前 - 市民健康開発センター - 尾浜 - JR尼崎 (北) ※阪急バス伊丹営業所と共同運行                                                                                              |
| 60番     | JR立花 - 南警察署西分庁舎 - 尼崎競艇場 - リサーチコア前 - 鶴町 - 末広町 ※JR立花は (下) 発、 (上) 着 |
| 70番★    | 阪神尼崎 (南) - 新日鐵住金前 - 東海岸町 - 尼崎港 - クリーンセンター第2工場 |
| 80-1番   | （右回り）阪神出屋敷→高洲→中浜→八幡橋→武庫川→琴浦神社→阪神出屋敷 ※阪神出屋敷 - 大浜1丁目または武庫川 間区間便あり                                                                                               |
| 80-2番   | （左回り）阪神出屋敷→琴浦神社→武庫川→八幡橋→中浜→高洲→阪神出屋敷 ※阪神出屋敷 - 武庫川 間区間便あり |
| 85番     | 阪神出屋敷 - 高洲 - 中浜 - 鶴町 - 尼崎テクノランド前 - 末広町 |
| 90番     | 武庫川 - 尼崎スポーツの森 - 末広町 - 尼崎テクノランド前 ※平日、土曜各一往復のみ運行 |

### 路線網の変遷

#### 概要
開業当初から、主に南部の工場地帯や市の施設に向かう乗客や、市内を東西に走る鉄道路線の駅に向かう乗客のために路線を設定していったため、全般に長距離を走行する路線が多く、循環系統や複雑な経路を取る路線などが多かった。また、西宮市の甲子園競輪場まで運行する路線もあった。
利用客は1967年に1日平均127770人と最大に達し、それに対応するため、路線の増設も相次いだ。1970年と1972年には大幅なワンマン化が実施されて合理化が進められたが、路線数が多くなり非効率な運行や回送運行の増加、さらに元々狭隘な道路が多い尼崎市内の道路の渋滞により、定時性の低下も進み、営業収支は悪化していった。
1971年の時点で営業係数が279に悪化していた市営バス事業であるが、1973年のオイルショックによる物価高騰は運行コストの増加を招き、輸送人員の減少とも相まって更なる営業収支の悪化を招いた。このため市では、外部の有識者や市民代表を招いて「市交通事業審議会」を設置して財政再建策を数回にわたり答申、さらに別途設置された「尼崎市営バス運行路線問題調査会」からの答申を受け、運行の適正化・効率化を図ることとなった。
1981年4月1日、「尼崎市営バス運行路線問題調査会」からの答申結果を受けて、開業以来初めてと言える、路線の整理が行われた。主な施策は以下の通り。
- 長距離路線の分割
- 重複運行路線の整理
- 一部不採算路線の廃止
- 国鉄・阪急・阪神の各駅を中心とした南北輸送の強化
- 停留所の統合
- 狭隘区間・混雑区間を通過する区間の路線変更
- 土曜及び日曜・祝日ダイヤの設定
- 回送運行区間の変更による走行距離の減少
- 複雑化した系統番号の枝番のカタカナや漢字から数字に変更

但し、基本的にはそれまでの路線を踏襲したもので、抜本的な対策とは言えなかった。
1986年7月1日、さらなる合理化の為、路線網を全面的に見直し、幹線バス方式を導入した。この方式では、朝夕と昼間時では運行路線を変更し、幹線（阪急〜JR〜阪神の駅を直結）、地域線（市内各駅と住宅地や工業地帯を結ぶ）を設定し、さらに昼間は一部路線を市役所や公共施設への連絡を目的に、循環線（東部、中部、西部および厳密には循環ではない西部循環線特系統）に置き換えて運行することで、利便性の向上や定時性の確保を目指した。
系統番号は、幹線が一桁、循環線が10番台（右回りが偶数、左回りが奇数）、地域線が20番以降という系統番号が設定されたものの、系統表示幕には、幹線、地域または循環としか表示されず、代わって路線名が行先表示幕に表示される様になった。ダイヤ改正直後に交通局が発行した時刻表には、路線名と系統番号が共に記載されており、路線変更に伴う誤乗防止のため意識的に系統番号の表示を行わなかったと考えられるが、乗客には混乱が生じ、分かり難いと不評であった。翌年から系統番号が表示される様になり、一方で路線名による案内も継続された。なおこの当時の方向幕は、旧年式車は前面の系統幕を別個にしていたが、一体型となった比較的新しい車両については、黒地に白文字の幕が採用された。
- 幹線には、直通客のために急行便を設定した。但し、通過となるバス停を利用する乗客からの苦情や誤乗が多く、また急行便に使用される車両についても、方向幕幅の問題で循環線への使用が難しかった非冷房の旧年式車が多用されたため、不評だった。
- 路線網が急激に変わったためか、利用者の多くを占める高齢者からは分かりにくいとの意見も多く、乗車時にはいちいち運転手に行先を確認している姿も見られた。また、直通しなくなった区間を跨いで利用していた乗客にとっては、乗り換えによって倍の料金を支払う事態が生じ、大きな不満が出た事から、ほどなく救済策として全線一日乗車券が発売される様になったが、それでも不評であった。

あまりに急激な路線網の変更で、市民から大きな不満が寄せられた事から、交通局では、1988年4月に路線網の見直しを実施した。主な変更点は以下のとおり。
- 短距離を走る地域線は、2路線を繋いで1路線化した。
- 1986年の路線改定以前に運行していた路線の一部を復活した。
- 東部及び西部循環線は、非常に長距離を走行するので頻繁に遅れが発生していた為、路線の一部分割する形で運行距離を短縮し、新たに南部循環線の運行を開始した。
- 幹線の急行便は利用者が少なかったため、廃止した。
- 市内北部から南部への通勤客の為に、1986年の路線改定以前には直通可能だった地域から市内南部に向けて、朝夕に通勤急行として、幹線区間は急行運転して地域線に直通する系統を新設した。
- 方向幕は年式に関わらず白地に黒文字に統一された。また、後面幕にも系統番号を入れるようになった。

1990年4月1日にも、一部路線の見直しを行った。
1993年10月5日にさらに見直しが行われ、西部や南部循環線の区間短縮などが行われた。また、西部循環線特系統が1系統追加された。
1998年1月14日、幹線・地域線の考えを残しながら朝夕の系統を一本化して、長距離を走り評判の悪かった循環線を廃止して路線系統を単純化する路線改定を実施した。結果的にはこの路線網に一部改定を実施したものが、尼崎市交通局としては最後まで継続した。主な改定は以下のとおり。
- 方向幕は前面にローマ字を入れて案内、駅前停留所はすべて社名＋駅名という形に統一した（出屋敷→阪神出屋敷、JR立花駅→JR立花など）。
- 系統番号は、従前の方式を残しながらも、幹線は10番台に変更し、一桁台の系統番号がなくなった。路線名での案内や、通勤急行バスの運転も取りやめとなった。
- 阪神・淡路大震災の教訓から、幹線道路中心ではなく、定時運行を確保できるルートをメインに路線を設定。無線の配備や長距離路線の見直しによりダイヤの乱れに対処。
- 車両も見直しによって15台の減車となった。これは最盛期に比べ40台以上少ない台数となった。

以後は、JR尼崎駅北口ロータリーの完成による乗り入れ開始や、南部の工業地帯への系統の見直し（60番の新設、85・90番の延伸など）が行われている。
- 2006年4月1日に、「西警察署」が「南警察署西分庁舎」になる[注 17]など5箇所の停留所名を改めた。
- 2006年8月1日の部分変更では、のじぎく兵庫国体の会場の1つである尼崎スポーツの森付近ほかに停留所を新設し、90番を会場へのアクセス路線とする経由地変更を実施、60番の始発をJR立花（下）に変更＝到着は同（上）。
- 2006年10月28日には「武庫川町3丁目」停の西行き停留所が新設された。なお同日には、同年10月21日のJR西日本のダイヤ改正および同年10月28日の阪急電鉄・阪神電気鉄道のダイヤ改正に対応したダイヤの変更も行われた。
- 2008年10月15日、松下PDP前をパナソニックPDP前に改称し、同停留所と阪神出屋敷との間において阪神バスの尼崎スポーツの森線との回数券共通取扱を開始した。
- 2009年1月21日に、市東端の戸ノ内停留所を南へ移設し、手前に戸ノ内町3丁目停留所を新設。また、西武庫団地停留所を西武庫公園に改称した。
- 2010年8月1日から、阪急バスと共同の58系統を新設、48系統は昼間時に一部便をJR尼崎（北）発着の48-2系統に変更した。
- 2011年4月1日に、「産業高校[69]」から「東難波町3丁目[70]」へ停留所名を改めた[注 18]。
- 2013年4月1日に、「労働福祉会館[71]」から「地方合同庁舎[72]」へ[注 19]、「住友金属前[73]」から「新日鐵住金前[74]」へ[注 20]、停留所名をそれぞれ改めた。また戸ノ内停留所がもすりん公園寄りに100m移動された。
- 2014年3月1日、パナソニック プラズマディスプレイの工場閉鎖により、「パナソニックPDP前[75]」から「末広町[76]」に改称し、大幅な減便を伴うダイヤ変更も実施した。
- 2015年7月1日、兵庫県立尼崎総合医療センター開設に伴いダイヤ改正を実施。「尼崎総合医療センター[28]」、「尼崎総合医療センター正門前[29]」停留所の新設と、13-2系統・50-3系統の新設。施設名変更に伴い「県立尼崎病院[77]」を「東大物町1丁目[78]、「聖トマス大学[79]」を「百合学院[80]」、「医療センター[81]」を「南武庫之荘3丁目[82]、「今北総合センター[83]」を「地域総合センター今北[84]」にそれぞれ変更した。

#### 停留所の休廃止
下記は、1986年の路線改変以降に休廃止された停留所の一覧である。
- 南城内：阪神尼崎駅南の庄下川沿いにあった。【10・11】東部循環線・【18・19】南部循環線が停車
- 南初島町：【53】東海岸町線が停車。系統分割に伴い廃止
- 小園小学校： 【2】園田本庁幹線の出入庫系統（阪急園田〜小園〜交通局）のみが停車
- 尼崎インターチェンジ：1981年の系統変更まで、【16】（出屋敷 - 国鉄立花 - 若王寺 - 東園田）が終日停車していたが、その後は【5】武庫立花幹線の入庫系統（阪急武庫之荘 - 尼崎I・C - 交通局）のみが停車
- 東発電所前：かつての阪神電鉄尼崎海岸線の東浜駅跡付近と思われる。【84】中浜線（出屋敷 - 東発電所前）の始終点。早朝・深夜のみ運行していた
- 末広町・発電所前：【80・81】中浜線・【90】大浜線が運行。末広町の停留所名は2014年3月1日よりパナソニックPDP前の改称により復活した。
- 第3発電所：【80・81・90】中浜線・大浜線の始終点、発電所閉鎖に伴い廃止。
- 東鳴尾・鳴尾東小学校・甲子園競輪場：【8】阪神尼崎 - 甲子園競輪場系統が停車。
- 道意町6丁目・道意町7丁目：【14・15】西部循環線・【18・19】南部循環線・【71】元浜線（阪神尼崎 - 元浜 - 武庫川）が停車
- 南武庫之荘5丁目：【14・15】西部循環線・【16】西部循環線㊕・【49】南武庫線が停車
- 浜田町2丁目：【14・15】西部循環線・【63】浜田線が停車
- ファミリーパーク（魚づり公園）：【85】中浜線の始終点、休日のみ運行
- 阪急塚口（北口）・塚口町4丁目・稲野・御願塚・南町：【20】猪名寺線が停車で日中のみ運転。阪急塚口（北口）は現在伊丹市営バス（停留所名は「塚口」）のみが発着する。稲野・御願塚・南町は伊丹市に所在。
- 東園田1丁目・東園田2丁目：【20】猪名寺線が停車

## 車両
開業当初は電気バス（通称「亀の子」）が採用された。試運転用として徳島市交通局より借用した電気バスのほか、最盛期には11台が在籍していたが、燃料事情の好転により、1952年（昭和27年）にディーゼル車またはガソリン車に置き換えられた。また、フォード製のガソリン車（戦前製の中古車）も在籍していたが、こちらは市会議員の巡察用車として使用されていた。
1949年（昭和24年）にはディーゼル車が購入され、1954年（昭和29年）にはワンマンカーを導入した。これらは全国的にも早い時期の導入であった。またこの年から、購入車は全てディーゼル車となり、リアエンジン車も購入される様になった。一方、ボンネット車は1960年（昭和35年）を最後に購入されなくなった。
1968年（昭和43年）からはワンマン専用車中心の購入となり、1970年（昭和45年）からはワンマン専用車のみ購入される様になった。さらに1971年（昭和46年）には、従来の灰色&濃紺に朱色（ワンマン専用車は白色）の帯を巻いたデザインから、クリーム色の車体に小豆色の帯を巻いたデザインに変更され、ワンマン専用車の全車と、ワンツーマン車の一部も新塗装に塗り替えられた。なお、灰色基調の旧塗装車は、1981年（昭和56年）3月を最後に姿を消した。
1986年（昭和61年度末）から、「虹バス」と呼ばれる虹をイメージしたデザインを採用した。尼崎市交通局に最後まで在籍した車両は、復刻カラーの車を除き原則としてすべてこのデザインである。なお、クリーム色基調の旧塗装からの塗り替え車は存在しなかった。
1998年にノンステップバスを導入開始した。バリアフリー化に積極的であり、他の事業者よりも比較的早い段階で全車両を将来的にノンステップバスへと切り替えることを決定・発表した。以降、車両更新の際はすべてノンステップバスを投入した。2008年には近畿運輸局より「第1回バリアフリー化推進功労者」として表彰を受けた。2009年3月にノンステップバスへの全車置き換えが完了した。2010年、バリアフリー・ユニバーサルデザイン推進功労者表彰「内閣府特命担当大臣表彰奨励賞」を受賞。
2004年には経費節減の目的で当時在籍していたすべての車両の方向幕をLEDを用いた電光式表示機に一斉に変更した。以降、投入されたノンステップバスも同様の仕様となっている。側面のLED表示器は経由地を通過するとその経由地を表示から消してゆくため、終点付近では行先部分のみ表示が残る格好となっていた。また、後面のLED表示機はドアが開いている際には、行先と「乗降中」を交互に表示していた。
シャーシメーカーは、開業当初の電気バスは市内の工場にて製造された車両であったが、以後はいすゞ自動車製か三菱ふそう製が中心で、ごく少数の日野自動車製バスが在籍していた（ガソリン車時代には、日産車も在籍していた）。1984年（昭和58年度）に、初めてUDトラックス（旧:日産ディーゼル）製の車両が購入され、1986年（昭和60年度）には日野自動車製のバスも再度購入されるようになったことで、以後大型4メーカーが揃う様になった。交通局時代の晩年は、年度毎に入札で単一もしくは2車種程度に絞られるため、車種によって平均車齢には差があり、在籍台数にも差があった。また車体は、シャーシメーカーに関係なく、西日本車体工業（西工）製を採用していた時期があったが、ノンステップバスはメーカー毎に別々の車体を採用した。
貸切車は、尼崎競艇場および園田競馬場観客輸送に従事する、旧年式の路線バスからの転用車と、尼崎交通事業振興が所有する観光バスがあった。観光バスは、元々尼崎市交通局の所有であり、各車愛称を付けられ（局番は無し）、一般貸切にも使用されていたが、一般貸切事業の廃止後は、老人研修バスとして用途を限定していた。
車両の更新（廃車）時期は、通常は新車購入より13年間使用し、14年目で廃車される事になっていた。但し長短があり、事故廃車や初期の電気バス・ガソリン車を除いたもっとも短い例として、1964年11月に購入した日野BT51が、僅か6年後の1972年2月に廃車された事がある。また廃車後は殆どの車両が解体処分されており、他の事業者への譲渡や倉庫としての売却例は僅かであった。
車体更新は行われなかった為、特に旧塗装車には、塗装の色あせが生じたり、部分的に塗りなおしを行っていた車両が多かった。また1977年9月に購入された車両のみ、後に床下に冷房機を取り付けて冷房改造された（冷房付の新車は1979年4月より導入し、1989年3月末で冷房化を完了）。
2010年度で廃車となるノンステップバス第1期車（1998年式）9台はYahoo!オークションで売却される予定であったが、1台に変更された。オークション売却とならなかった車両のうち5台は東日本大震災の被災地である気仙沼市へ譲渡されることになり救援物資を載せて現地へ送られた。残り3台は、別の事業者に譲渡された。。気仙沼市ではミヤコーバスの路線バスとして使用されている。
2010年代には廃車になった車両をオークションに掛けて売却する事が一般的になり、北海道から沖縄までの一部事業者で、元尼崎市交通局の車両を見る事ができる。

### 車番
車両には交通局独自の車両番号が付与されていた。当初は車種によって分けられており、電気バスは"E-XX"、ガソリン車は"G-xx"、ボンネット車は"B-xxx"（のちDF）、リアエンジン車は"DR-xxx"、アンダフロアエンジン車は"DU-xxx"とされていたが、1965年（昭和40年）の"兵2あ"から"神戸2き"への割り当てナンバー切り替え時に"A-xxx"に統一され、在来車も変更された。さらに1985年（昭和59年度末）の購入車からは、ハイフンの前に購入年度を書く様になり、20-122といった形で表記される様になった。また、表記される購入年は西暦ではなく元号（和暦）かつ年度で表記するため、年度末納車の場合は年式とずれが生じている。
また、ハイフンの後の3桁は車種別の番号となっており、100番台＝三菱ふそう、500番台＝いすゞ自動車、700番台＝UDトラックス（旧:日産ディーゼル）、800番台＝日野自動車製を割り当てている。これらは、1968年（昭和43年）に購入されたワンマン専用車より採用され、交通局最後の新車まで継続使用されていた（下2桁00、42、49、79、99は欠番）。なお、1985年 - 1987年（昭和59 - 61年度末）購入の中型車は、ハイフンの後が2桁となり、01 - が三菱ふそう、51 - が日野に割り当てられていた。なお、2010年度には尼崎交通事業振興に三菱ふそうの新車が導入されたが、社番は200番台が割り当てられ、民営化後も平成30年（2018年）導入の30-209まで使用された。
なお、1983年（昭和58年）に購入されたいすゞ製のバス（K-CLM470改）のみ、"A-600"台を使用していたが、これは当時"A-5xx"番台の社番を持つ旧年式車が在籍しており、そのままだと番号が重複してしまう為にとられた措置であった。また、1986年 - 1987年（昭和60 - 61年末）購入車は、当初、60-01 - というように、車種に関係なく年度の後は登録順に01から付番されていたが、1988年に現行の番号体系に改番されている（中型車は上記の割当番号に変更）。
尼崎交通事業振興の委託車両については、車両前面の局番号付近に赤い丸囲みで「A」の表記がされている。
なお、阪神バス移譲後も交通局時代に購入した車両はそのままの車両番号を引き継いでいる（阪神バスで購入した市内線車両は同社の基準による社番を使用）。

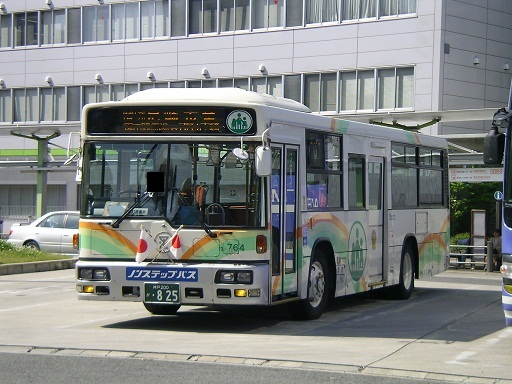
休日は国旗が掲出される。
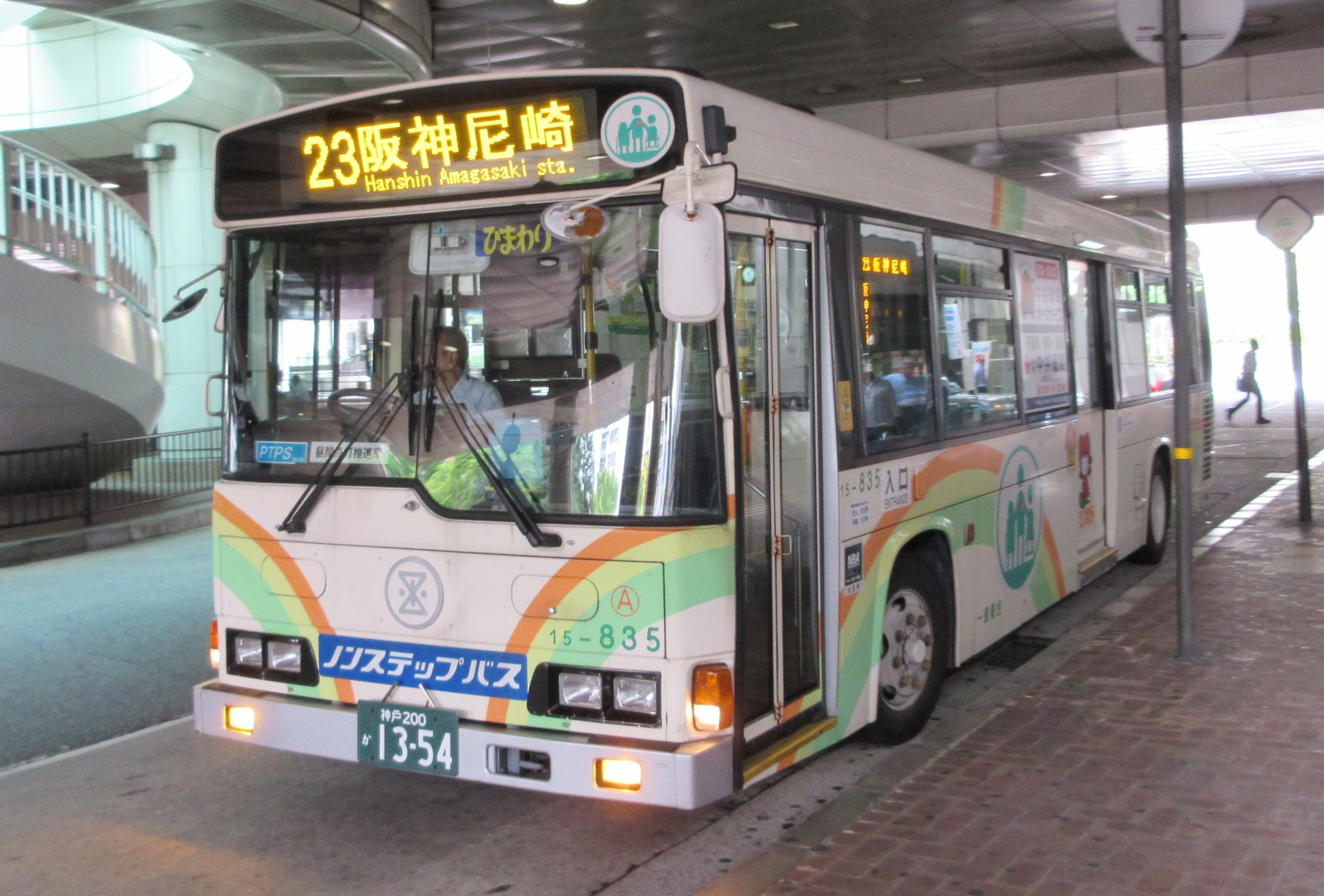
尼崎交通事業振興委託車（前面に赤丸でAの表記）
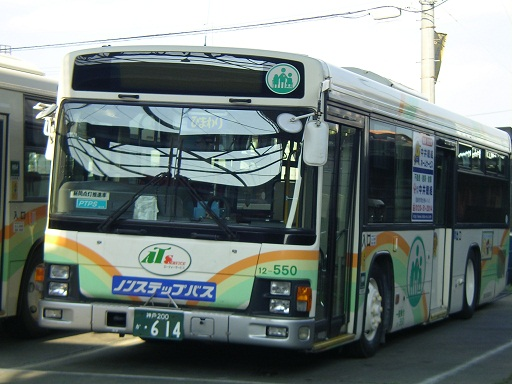
尼崎交通事業振興に完全移籍した旧年式車
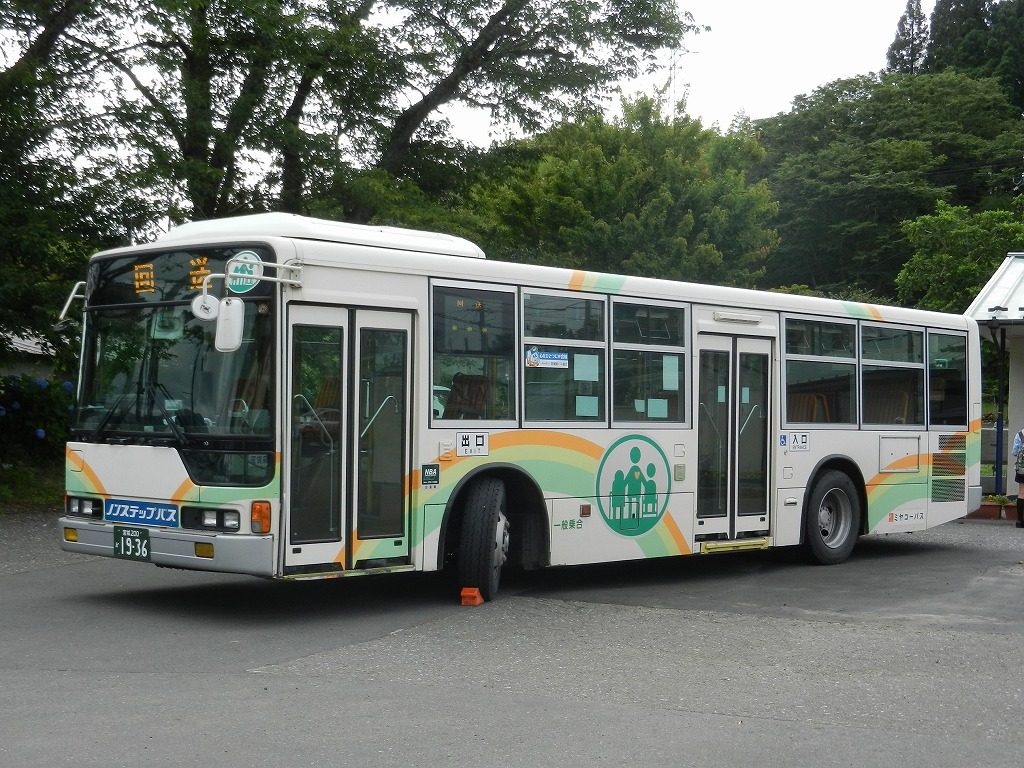
気仙沼市に譲渡され、ミヤコーバスで稼働中の車両
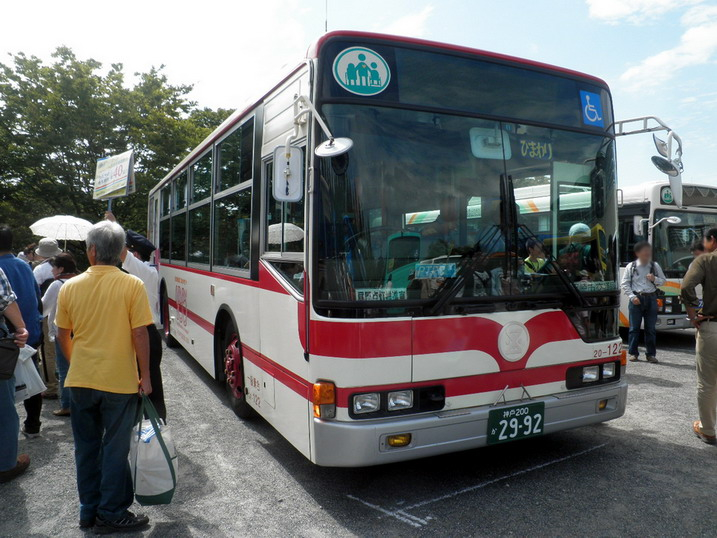
復刻された旧塗装（2015年のスルッとKANSAIバスまつりにて撮影）

## 運賃など
運賃は、全区間で均一の運賃を採用しており、乗車時に支払う方式（前乗り後降り　先払い）である。なお、周辺の阪急バス、阪神バス、伊丹市営バスで使用可能のPiTaPaは使用できなかった（ICOCAなども同様）。
- 普通乗車料（運賃）
1回乗車　大人210円、小児（小学生以下）110円。なお、保護者の同伴する1歳以上6歳未満の小児は、同伴の保護者1名につき小児1名分が無料、1歳未満の小児は無料となる[1]。
- 全線1日乗車券
市バス全線及び阪神バス50-3系統に発売日のみ何回でも乗降できる。市バス車内のみで発行。大人500円、小児250円[1]。
- 定期券
市バス全線及び阪神バス50-3系統に乗車できる[96]。
  - 通勤定期
持参人式。土・日曜日、祝日などに限り、環境定期券として利用可能であり、同伴の家族は大人110円・小児60円の運賃となる[96]。
  - 通学定期
記名式[96]。
  - 寿定期（ことぶきていき）
65歳以上の高齢者が購入可能な定期券。記名式。なお、70歳以上の市民については下記の特別乗車証がある[96]。
  - 鉄道連絡定期
JR西日本、阪急電鉄、阪神電鉄の駅で発行[96]。
- 回数券・回数カード
  - 普通回数カード・券[97]
  - 昼間時間帯特別回数カード・券
ひまわりカード、取り扱い便は時刻表およびバス前面に表示[97]。
  - 阪急バスとの共通回数券
市バス全線と市内を運行する阪急バスに利用可能[97]。
  - 阪神バスとの共通回数券
「市バス全線と、阪神バスの阪神出屋敷-末広町間」で利用可能なものと、「市バス全線と、阪神バス50-3系統（JR尼崎(南)-尼崎総合医療センター正門前間）」で利用可能なものの2種類がある[97]。
- スルッとKANSAI対応カード
販売は大人用のみであるが、利用は大人用・小人用ともに可能である[1]。
- 乗継割引
回数カード利用時のみ有効[98]。スルッとKANSAI対応カードでは適用されない。
- 特別乗車証（健康福祉局福祉課扱い、交付条件等詳細については尼崎市の公式サイト参照）
市内に1年以上在住の70歳以上の高齢者、または身体・知的・精神障害の各種手帳（等級により介助者を含む）および被爆者手帳を持つ市民に交付される。
これまで自己負担はなかったが、財政悪化から高齢者に限り2010年10月1日より、所得額に応じた自己負担が必要な半年または1年間の定期券方式の乗車証（第1種特別乗車証）もしくは乗車ごとに通常運賃より安い一定額の自己負担が必要な乗車証（第2種特別乗車証）の選択制に切り替わった。自己負担額は段階的に値上げされている[99]。2016年3月に阪神バスへ移譲されるため、同年4月以降の交付分より高齢者向け特別乗車証は定期方式（第1種）が阪神バスの高齢者用全線定期券「グランドパス65」へ移行し、利用範囲が阪神バス・阪急バス一般路線全線に拡大予定（負担額は現行通り）。乗車払い方式（第2種）はICカード化され乗車区間が尼崎市と尼崎市外にまたがる場合でも100円引きで利用可能になる取り扱いを行う[7]。

## マスコットキャラクター「あまっこ」
2003年（平成15年）に登場。名前は一般公開募集で決定。由来は尼崎に住んでいる子供の事を『尼っ子』と呼んでいた事と尼崎市交通局の略称で『尼交（あまこう）』から来ている。キャラクターはハート型の頭をした可愛い女の子。9月20日（バスの日）生まれの小学校1年生で、血液型はO型。好きな芸能人はダウンタウンの浜ちゃん。一部車両には車体にラッピングされるほか、座席の表地にも採用されていた。
尼崎市交通局による市営バス事業廃止後は、尼崎市のシティプロモーション推進キャラクターとなった。

## あまっこガイド

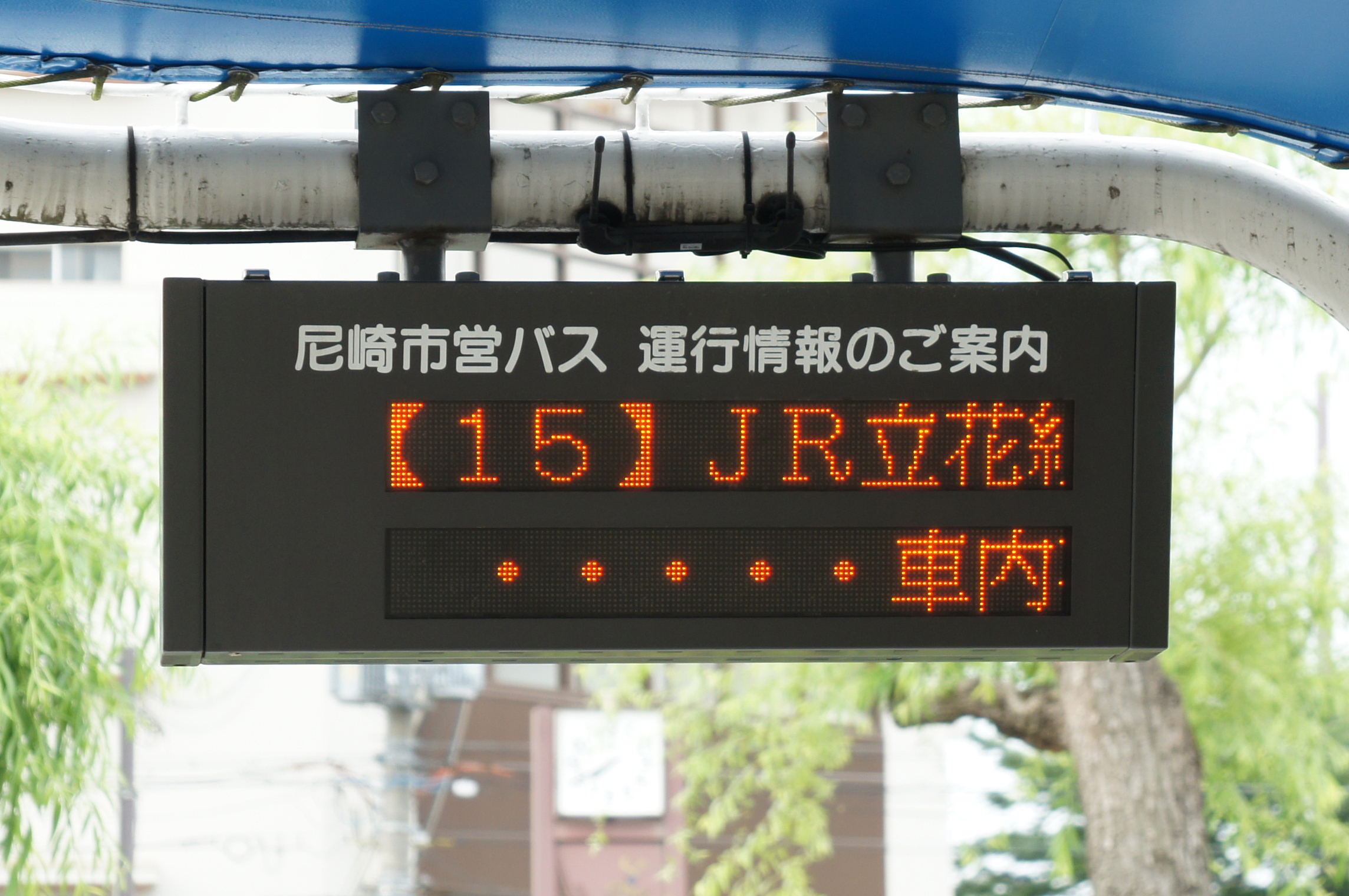
接近表示器（2011年5月撮影）
阪急武庫之荘駅バス停4のりば

2006年3月25日から運用が開始されたバスロケーションシステムであり、停留所に設置された表示機や携帯電話・パソコンなどの端末に対して最新の運行情報や緊急情報などを提供するものである。
停留所に設置された表示器はLEDを用いた上下2段式の表示機で、通常は上段に次に到着するバス（もしくは停車中のバス）の路線番号・経由地・行き先・バスの到着／発車までの時間の予測などの情報が表示されていた。また下段にはイベントに起因する迂回など運行に関連する臨時情報や、次発のバスの発車予定（予定時刻が先発と近接している場合のみ）などの情報が表示されていた。
携帯電話・パソコンなどの端末からは、利用区間や個別の停留所名などを用いて情報の検索を行うことが可能であり、停留所の時刻表に掲載された予定時刻と、バスの実際の運行状況を反映したその停留所へと到着する予測時刻双方の情報が提供された。また、これに加えて車種（ノンステップバス／ラッピングバスなど）の情報も同時に提供されていた。
阪神バスへの移譲後も運用が続けられたが、阪神バスが独自のバスロケーションシステムを導入したことに伴い、2017年3月30日をもって運用が終了された。

### 表示器が設置された停留所一覧
2016年3月5日現在
表示器は主要な鉄道駅の停留所に設置されている。幹線道路を運行するなど主にダイヤの乱れが懸念される路線が発着するのりばにのみ設置されている。
- 阪急武庫之荘
  - 2のりば／4のりば
- 阪急塚口
  - 2のりば
- 阪急園田
  - 1のりば／2のりば
- JR立花
  - 1のりば／2のりば／3のりば／4のりば
- JR尼崎
  - 1のりば／2のりば／4のりば／5のりば
- 阪神尼崎
  - 2のりば／3のりば